# Cadrieu
Cadrieu is een gemeente in het Franse departement Lot (regio Occitanie) en telt 142 inwoners (1999). De plaats maakt deel uit van het arrondissement Figeac.

## Geografie
De oppervlakte van Cadrieu bedraagt 5,3 km², de bevolkingsdichtheid is 26,8 inwoners per km².

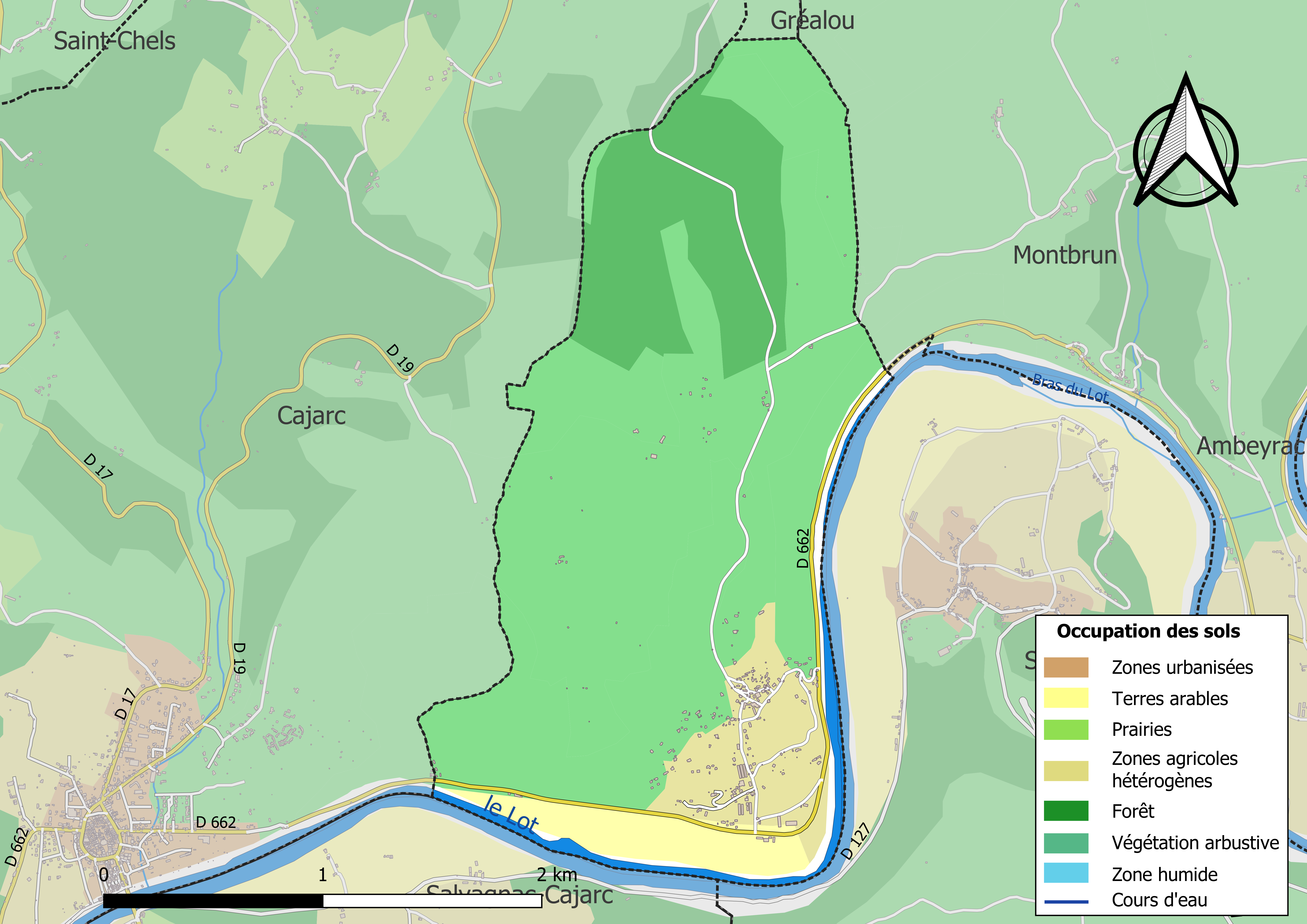
Kaart van de gemeente met de belangrijkste infrastructuur, bodemgebruik en omliggende gemeenten

## Demografie
Onderstaande figuur toont het verloop van het inwonertal (bron: INSEE-tellingen).